# 元鼎鬚鰻
元鼎鬚鰻為輻鰭魚綱鰻鱺目糯鰻亞目蛇鰻科鬚鰻屬的其中一種，該物種分布於中國東海海域，體長可達52公分，棲息於底層水域，屬肉食性，生活習性不明。
此鱼是由发现者唐文乔和张春光以中国鱼类学研究先驱朱元鼎的名字命名。

## 擴展閱讀
維基物種上的相關：元鼎鬚鰻